# Etheostoma cervus
Etheostoma cervus är en fiskart som beskrevs av Powers och Richard L. Mayden 2003. Etheostoma cervus ingår i släktet Etheostoma och familjen abborrfiskar. Inga underarter finns listade i Catalogue of Life.